# Grimpoteuthis abyssicola
Grimpoteuthis abyssicola là một loài bạch tuộc trong họ Opisthoteuthidae.